# Селезневская
Селезневская — нежилая деревня в Шенкурском районе Архангельской области. Входит в состав муниципального образования «Шеговарское».

## География
Деревня расположена в южной части Архангельской области, в таёжной зоне, в пределах северной части Русской равнины, в 47 километрах на север от города Шенкурска, на правом берегу реки Коскара, притока Ваги. Ближайшие населённые пункты: на севере деревня Антипинская.
Часовой пояс
Селезневская, как и вся Архангельская область, находится в часовой зоне МСК (московское время). Смещение применяемого времени относительно UTC составляет +3:00.

## Население
| 2002 | 2010 | 2012 |
| ---- | ---- | ---- |
| 0    | →0   | →0   |

## История
Указана в «Списке населенных мест Архангельской губернии к 1905 году» как деревня Селезневская. Насчитывала 16 дворов, 62 мужчины и 70 женщин. В административном отношении деревня входила в состав Шеговарского сельского общества Предтеченской волости Шенкурского уезда.
В марте 1918 года деревня оказывается в составе Шеговарской волости, выделившейся из Предтеченской. На 1 мая 1922 года в поселении 18 дворов, 51 мужчина и 59 женщин.